# Du Queiroz
Eduardo Santos Queiroz (São Paulo, 7 de janeiro de 2000), mais conhecido como Du Queiroz, é um futebolista brasileiro que atua como volante. Atualmente joga pelo Orenburg, emprestado pelo Zenit.

## Carreira

### São Paulo
Nascido em São Paulo, Du Queiroz começou sua carreira no futebol ingressando na base do São Paulo em 2009, sendo dispensado em 2013.

### Corinthians

#### Categorias de base
Em 2013, ingressou na base do Corinthians aos 13 anos, atuando como lateral-direito. Pela base do clube, foi campeão do Paulista Sub-13 e da Copa do Brasil Sub-17.

#### 2021
Ingressou ao elenco profissional em 2021, a pedido do técnico Sylvinho. Em 22 de agosto, fez sua estreia pelo clube paulista, na vitória por 1–0 sobre o Athletico Paranaense, pelo Campeonato Brasileiro. Após boas atuações, em novembro teve seu contrato renovado até dezembro de 2024.

#### 2022
Em 17 de maio de 2022, marcou seu primeiro gol pelo Corinthians, no empate em 1–1 contra o Boca Juniors, pela Copa Libertadores, em La Bombonera. Tendo boas atuações pelo clube paulista e recebendo várias sondagens de clubes do exterior, teve seu contrato renovado até dezembro de 2025. Em 3 novembro, Du Queiroz marcou seu primeiro gol no Campeonato Brasileiro, na vitória por 2–1 sobre o Flamengo, no Maracanã. Em 9 de novembro, voltou a marcar, no empate em 2–2 com o Coritiba, pelo Campenato Brasileiro.
Em 2022, Du Queiroz teve uma grande campanha de destaque com apenas um ano no time profissional. Foi o jogador que mais atuou pelo clube na temporada, ao lado de Róger Guedes, com 66 jogos. Em 14 de novembro, recebeu do ESPN Brasil o prêmio Bola de Prata de Revelação do Brasileirão 2022.

### Zenit

#### 2023
Em 10 de janeiro de 2023, o Zenit anunciou que Du Queiroz iria se transferir ao clube russo em junho de 2023, assinando um contrato válido até 2028. A negociação envolveu a saída em definitivo de Du e o zagueiro Robert Renan, em troca da permanência do atacante Yuri Alberto no clube paulista. Em 23 de junho, foi anunciado pelo clube russo.
Encerrou essa passagem com 16 partidas e anotou um gol.

#### Grêmio (empréstimo)
Em 8 de fevereiro de 2024, Du Queiroz acertou com o Grêmio por empréstimo de uma temporada, até o fim de 2024, com opção de compra. No dia 17 de fevereiro de 2024, fez a sua estreia pelo Tricolor Gaúcho, onde atuou por apenas 45 minutos contra o Santa Cruz pelo Campeonato Gaúcho.

#### Sport (empréstimo)
No dia 25 de fevereiro de 2025, o Sport anunciou a contratação de Du Queiroz. O volante chegou por empréstimo até o final do ano, com opção de compra ao término do vínculo.

#### Orenburg (empréstimo)
Após uma curta passagem pelo Sport, Du Queiroz retornou a Rússia, e no dia 19 de agosto de 2025 foi anunciado como reforço do Orenburg, por empréstimo.

## Estatísticas

### Clubes
Abaixo estão listados todos os jogos, gols e assistências do futebolista por clubes.
| Clube             | Temporada         | Campeonato nacional | Campeonato nacional | Campeonato nacional | Copa nacional[a] | Copa nacional[a] | Copa nacional[a] | Competições continentais[b] | Competições continentais[b] | Competições continentais[b] | Outros torneios[c] | Outros torneios[c] | Outros torneios[c] | Total | Total | Total   |
| Clube             | Temporada         | Jogos               | Gols                | Assist.             | Jogos            | Gols             | Assist.          | Jogos                       | Gols                        | Assist.                     | Jogos              | Gols               | Assist.            | Jogos | Gols  | Assist. |
| ----------------- | ----------------- | ------------------- | ------------------- | ------------------- | ---------------- | ---------------- | ---------------- | --------------------------- | --------------------------- | --------------------------- | ------------------ | ------------------ | ------------------ | ----- | ----- | ------- |
| Corinthians       | 2021              | 16                  | 0                   | 1                   | —                | —                | —                | —                           | —                           | —                           | —                  | —                  | —                  | 16    | 0     | 1       |
| Corinthians       | 2022              | 36                  | 2                   | 2                   | 9                | 0                | 1                | 9                           | 1                           | 0                           | 12                 | 0                  | 0                  | 66    | 3     | 3       |
| Corinthians       | 2023              | 3                   | 0                   | 0                   | 1                | 0                | 0                | 3                           | 0                           | 0                           | 10                 | 0                  | 0                  | 17    | 0     | 0       |
| Corinthians       | Total             | 55                  | 2                   | 3                   | 10               | 0                | 1                | 12                          | 1                           | 0                           | 22                 | 0                  | 0                  | 99    | 3     | 4       |
| Total na carreira | Total na carreira | 55                  | 2                   | 3                   | 10               | 0                | 1                | 12                          | 1                           | 0                           | 22                 | 0                  | 0                  | 99    | 3     | 4       |

- a. ^ Jogos da Copa do Brasil
- b. ^ Jogos da Copa Libertadores
- c. ^ Jogos do Campeonato Paulista

## Títulos

### Corinthians

#### Categorias de base
- Campeonato Paulista Sub-13: 2013
- Copa do Brasil Sub-17: 2016[32]

### Zenit
- Supercopa da Rússia: 2023[33]

### Grêmio
- Campeonato Gaúcho: 2024[34]

### Prêmios individuais
- Bola de Prata: Revelação do Brasileirão 2022[35]